# Ryan Miller (Fußballspieler)
Ryan Miller (* 14. Dezember 1984 in Barrington, Illinois) ist ein US-amerikanischer Fußballspieler.

## Jugend und College
Miller besuchte die Barrington High School und war Teil der Fußballschulmannschaft. In vier Jahren erzielte er 36 Tore und gab 28 Vorlagen. Anschließend spielte er von 2003 bis 2007 in 91 Partien für das Collegeteam der University of Notre Dame und ist damit deren Rekordspieler. Die Saisonpausen der Jahre 2005 bis 2007 verbrachte der Abwehrspieler in der USL Premier Development League bei den Indiana Invaders.

## Vereinskarriere
Im MLS SuperDraft 2008 wurde er in der 3. Runde an insgesamt 31. Stelle von Columbus Crew gedraftet, jedoch noch während der laufenden Saison nach einigen Einsätzen für das Reserveteam und einer kurzen Ausleihe an die Cleveland City Stars ausgemustert.
Mit D.C. United fand sich umgehend ein neuer Klub, der Miller aufnahm. Auch dort blieb Miller ohne Einsatz in der Major League Soccer, kam dafür aber im Oktober 2008 zu drei Einsätzen in der CONCACAF Champions League 2008/09. Eine Woche nach Beginn der Saison 2009 wurde er Ende März auch von D.C. United freigestellt und ging im Anschluss für Probetrainings nach Europa.
Im Juli 2009 unterzeichnete er schließlich einen Vertrag beim schwedischen Zweitligisten Ljungskile SK, wo mit Etchu Tabe, Sam Brill und Colin Burns bereits drei weitere US-Amerikaner unter Vertrag standen. Miller etablierte sich umgehend bei Ljungskile und kam im weiteren Saisonverlauf noch zu 14 Einsätzen in der Superettan. Für die Saison 2010 war er sich ursprünglich mit dem Göteborger Erstligisten GAIS einig, der Verein musste ihm aber aufgrund finanzieller Probleme absagen. Daraufhin erhielt er vom Erstligakonkurrenten Halmstads BK einen Drei-Jahres-Vertrag, nachdem er dort bereits im Frühjahr 2009 bei einem Probetraining überzeugte. In seinem ersten Jahr beim neuen Klub noch im Abstiegskampf in der Allsvenskan erfolgreich, stieg er mit der Mannschaft um Michael Görlitz, Richard Magyar, Johnny Lundberg und Tomas Žvirgždauskas am Ende der Spielzeit 2011 in die Zweitklassigkeit ab. Er blieb jedoch dem Klub treu und trug als Leistungsträger zum direkten Wiederaufstieg bei, als sich die von Jens Gustafsson trainierte Mannschaft durch Erfolge über GIF Sundsvall in der Relegation durchsetzte.